# Gabriel Batistuta
Gabriel Omar Batistuta (sinh ngày 1 tháng 2 năm 1969),biệt danh của ông là Batigol, là cựu cầu thủ bóng đá chuyên nghiệp từng chơi ở vị trí tiền đạo và ông là một trong những tiền đạo xuất sắc nhất trong lịch sử bóng đá Argentina nói riêng và bóng đá thế giới nói chung.
Batistuta bắt đầu sự nghiệp của mình vào năm 1988 tại câu lạc bộ hạng nhất Newell's Old Boys của Argentina. Một năm sau đó, ông chuyển đến thi đấu cho câu lạc bộ River Plate và đến năm 1990 thì ông lại đầu quân cho câu lạc bộ nổi tiếng Boca Juniors. Tại Boca Juniors, Batistuta bắt đầu thể hiện được tài năng săn bàn bẩm sinh của mình và những bàn thắng trong màu áo Boca Juniors đã đưa ông lọt vào mắt xanh của các câu lạc bộ ở châu Âu. Sau đó ông đã dành phần lớn thời gian sự nghiệp cho câu lạc bộ ACF Fiorentina của Ý. Ông cũng là tay săn bàn xuất sắc thứ 8 trong lịch sử giải đấu Serie A với 184 bàn 318 trận từ 1991 đến 2003. Ở cấp độ quốc gia, ông đã từng giành danh hiệu tay săn bàn xuất sắc nhất mọi thời đại của Argentina với 56 bàn trong 78 lần khoác áo đội tuyển trước khi Lionel Messi vượt qua vào năm 2016. Batistuta đã tham dự 3 kì World Cup năm 1994, 1998, 2002 và ông đã có 10 bàn thắng sau 11 trận, đồng thời trở thành cầu thủ duy nhất lập hat-trick ở 2 kỳ World Cup liên tiếp. Ngoài ra, Batistuta cũng đã giành được 2 chức vô địch Copa America cùng đội tuyển Argentina vào năm 1991 và 1993. Năm 2004, ông được chọn vào trong danh sách FIFA 100 gồm 125 huyền thoại sống của bóng đá thế giới bởi Pelé.
Khi câu lạc bộ Fiorentina bị xuống hạng Serie B, Batistuta đã ở lại với câu lạc bộ và giúp đội bóng trở lại giải đấu hàng đầu 2 năm sau đó. Là một anh hùng trong lòng các cổ động viên thành Firenze, các fan của Fiorentina đã dựng một bức tượng đồng của ông năm 1996, một sự công nhận cho những đóng góp của Batistuta cho Fiorentina. Cùng với ACF Fiorentina, anh đã giành được chiếc Cúp Quốc gia ý 1996 và Siêu cúp Ý 1997. Năm 1999, ông được trao tước vị Quả bóng đồng thế giới từ FIFA. Năm 2000, ông được các cổ động viên Fiorentina bầu chọn là cầu thủ xuất sắc nhất câu lạc bộ trong thế kỷ 20. Tuy vậy, Batistuta chưa bao giờ giành được danh hiệu Scudetto nào với Fiorentina và chỉ khi anh đầu quân cho AS Roma năm 2000, ông mới giành được chức vô địch Seria A đầu tiên và cũng là cuối cùng của mình. Batistuta chơi mùa giải cuối cùng tại Qatar cho câu lạc bộ Al-Arabi trước khi giải nghệ năm 2005.

## Thống kê sự nghiệp

### Câu lạc bộ
| Câu lạc bộ          | Mùa                 | Giải quốc nội | Giải quốc nội | Cúp quốc gia | Cúp quốc gia | Châu lục | Châu lục | Tổng cộng | Tổng cộng |
| Câu lạc bộ          | Mùa                 | Trận          | Bàn           | Trận         | Bàn          | Trận     | Bàn      | Trận      | Bàn       |
| ------------------- | ------------------- | ------------- | ------------- | ------------ | ------------ | -------- | -------- | --------- | --------- |
| Newell's            | 1988-89             | 16            | 4             | —            | —            | 5        | 3        | 21        | 7         |
| Newell's            | Tổng cộng           | 16            | 4             | —            | —            | 5        | 3        | 21        | 7         |
| River Plate         | 1989-90             | 7             | 4             | —            | —            | —        | —        | 7         | 4         |
| River Plate         | Tổng cộng           | 7             | 4             | —            | —            | —        | —        | 7         | 4         |
| Boca Juniors        | 1989-90             | 10            | 2             | —            | —            | —        | —        | 10        | 2         |
| Boca Juniors        | 1990-91             | 19            | 11            | —            | —            | 10       | 9        | 29        | 20        |
| Boca Juniors        | Tổng cộng           | 29            | 13            | —            | —            | 10       | 9        | 39        | 22        |
| Fiorentina          | 1991-92             | 27            | 13            | 1            | 1            | —        | —        | 30        | 14        |
| Fiorentina          | 1992-93             | 32            | 16            | 2            | 1            | —        | —        | 35        | 19        |
| Fiorentina          | 1993-94             | 26            | 16            | 4            | 4            | —        | —        | 29        | 19        |
| Fiorentina          | 1994-95             | 32            | 26            | 3            | 4            | —        | —        | 37        | 28        |
| Fiorentina          | 1995-96             | 31            | 19            | 6            | 9            | —        | —        | 39        | 27        |
| Fiorentina          | 1996-97             | 32            | 12            | 2            | 1            | 7        | 5        | 41        | 18        |
| Fiorentina          | 1997-98             | 31            | 21            | 3            | 3            | —        | —        | 36        | 24        |
| Fiorentina          | 1998-99             | 28            | 21            | 5            | 5            | 2        | 1        | 41        | 26        |
| Fiorentina          | 1999-00             | 30            | 23            | 1            | 1            | 7        | 6        | 43        | 28        |
| Fiorentina          | Tổng cộng           | 269           | 167           | 27           | 29           | 16       | 12       | 331       | 203       |
| Roma                | 2000-01             | 28            | 20            | 3            | 4            | 2        | 1        | 33        | 25        |
| Roma                | 2001-02             | 20            | 6             | 0            | 0            | 8        | 0        | 28        | 6         |
| Roma                | 2002-03             | 12            | 4             | 2            | 1            | 6        | 1        | 20        | 6         |
| Roma                | Tổng cộng           | 60            | 30            | 5            | 5            | 16       | 2        | 81        | 37        |
| Inter               | 2002-03             | 12            | 2             | —            | —            | —        | —        | 12        | 2         |
| Inter               | Tổng cộng           | 12            | 2             | —            | —            | —        | —        | 12        | 2         |
| Al-Arabi            | 2003-04             | 18            | 25            | 0            | 0            | —        | —        | 18        | 25        |
| Al-Arabi            | 2004-05             | 3             | 0             | 0            | 0            | —        | —        | 3         | 0         |
| Al-Arabi            | Tổng cộng           | 21            | 25            | 0            | 0            | —        | —        | 21        | 25        |
| Tổng cộng sự nghiệp | Tổng cộng sự nghiệp | 444           | 248           | 44           | 27           | 61       | 19       | 549       | 294       |

### Quốc tế
| Đội tuyển bóng đá Argentina | Đội tuyển bóng đá Argentina | Đội tuyển bóng đá Argentina |
| Năm                         | Trận                        | Bàn                         |
| --------------------------- | --------------------------- | --------------------------- |
| 1991                        | 7                           | 6                           |
| 1992                        | 5                           | 6                           |
| 1993                        | 15                          | 13                          |
| 1994                        | 10                          | 6                           |
| 1995                        | 10                          | 7                           |
| 1996                        | 5                           | 3                           |
| 1997                        | 2                           | 0                           |
| 1998                        | 12                          | 12                          |
| 1999                        | 2                           | 2                           |
| 2000                        | 5                           | 4                           |
| 2001                        | 1                           | 1                           |
| 2002                        | 3                           | 1                           |
| Tổng cộng                   | 77                          | 54                          |

| #  | Ngày                 | Địa điểm                                                                 | Đối thủ              | Bàn thắng | Kết quả | Giải đấu                 |
| -- | -------------------- | ------------------------------------------------------------------------ | -------------------- | --------- | ------- | ------------------------ |
| 1  | 8 tháng 7 năm 1991   | Sân vận động Quốc gia, Santiago, Chile                                   | Venezuela            | 1–0       | 3–0     | Copa América 1991        |
| 2  | 8 tháng 7 năm 1991   | Sân vận động Quốc gia, Santiago, Chile                                   | Venezuela            | 2–0       | 3–0     | Copa América 1991        |
| 3  | 10 tháng 7 năm 1991  | Sân vận động Quốc gia, Santiago, Chile                                   | Chile                | 1–0       | 1–0     | Copa América 1991        |
| 4  | 12 tháng 7 năm 1991  | Sân vận động Thành phố, Concepción, Chile                                | Paraguay             | 1–0       | 4–1     | Copa América 1991        |
| 5  | 17 tháng 7 năm 1991  | Sân vận động Quốc gia, Santiago, Chile                                   | Brasil               | 3–1       | 3–2     | Copa América 1991        |
| 6  | 21 tháng 7 năm 1991  | Sân vận động Quốc gia, Santiago, Chile                                   | Colombia             | 2–0       | 2–1     | Copa América 1991        |
| 7  | 30 tháng 5 năm 1992  | Sân vận động Quốc gia Yoyogi, Tokyo, Nhật Bản                            | Nhật Bản             | 1–0       | 1–0     | Kirin Cup 1992           |
| 8  | 3 tháng 6 năm 1992   | Sân vận động Gifu Nagaragawa, Gifu, Nhật Bản                             | Wales                | 1–0       | 1–0     | Kirin Cup 1992           |
| 9  | 18 tháng 6 năm 1992  | Sân vận động tượng đài Antonio Vespucio Liberti, Buenos Aires, Argentina | Úc                   | 1–0       | 2–0     | Giao hữu                 |
| 10 | 18 tháng 6 năm 1992  | Sân vận động tượng đài Antonio Vespucio Liberti, Buenos Aires, Argentina | Úc                   | 2–0       | 2–0     | Giao hữu                 |
| 11 | 16 tháng 10 năm 1992 | Sân vận động Quốc tế Nhà vua Fahd, Riyadh, Ả Rập Xê Út                   | Bờ Biển Ngà          | 1–0       | 4–0     | Cúp Nhà vua Fahd 1992    |
| 12 | 16 tháng 10 năm 1992 | Sân vận động Quốc tế Nhà vua Fahd, Riyadh, Ả Rập Xê Út                   | Bờ Biển Ngà          | 2–0       | 4–0     | Cúp Nhà vua Fahd 1992    |
| 13 | 17 tháng 6 năm 1993  | Sân vận động George Capwell, Guayaquil, Ecuador                          | Bolivia              | 1–0       | 1–0     | Copa América 1993        |
| 14 | 4 tháng 7 năm 1993   | Sân vận động tượng đài, Guayaquil, Ecuador                               | México               | 1–0       | 2–1     | Copa América 1993        |
| 15 | 4 tháng 7 năm 1993   | Sân vận động tượng đài, Guayaquil, Ecuador                               | México               | 2–1       | 2–1     | Copa América 1993        |
| 16 | 1 tháng 8 năm 1993   | Sân vận động Quốc gia, Lima, Peru                                        | Perú                 | 1–0       | 1–0     | Vòng loại World Cup 1994 |
| 17 | 22 tháng 8 năm 1993  | Sân vận động tượng đài Antonio Vespucio Liberti, Buenos Aires, Argentina | Perú                 | 1–0       | 2–1     | Vòng loại World Cup 1994 |
| 18 | 17 tháng 11 năm 1993 | Sân vận động tượng đài Antonio Vespucio Liberti, Buenos Aires, Argentina | Úc                   | 1–0       | 1–0     | Vòng loại World Cup 1994 |
| 19 | 31 tháng 5 năm 1994  | Sân vận động Ramat Gan, Ramat Gan, Israel                                | Israel               | 1–0       | 3–0     | Giao hữu                 |
| 20 | 31 tháng 5 năm 1994  | Sân vận động Ramat Gan, Ramat Gan, Israel                                | Israel               | 2–0       | 3–0     | Giao hữu                 |
| 21 | 21 tháng 6 năm 1994  | Sân vận động Foxboro, Foxborough, Hoa Kỳ                                 | Hy Lạp               | 1–0       | 4–0     | World Cup 1994           |
| 22 | 21 tháng 6 năm 1994  | Sân vận động Foxboro, Foxborough, Hoa Kỳ                                 | Hy Lạp               | 2–0       | 4–0     | World Cup 1994           |
| 23 | 21 tháng 6 năm 1994  | Sân vận động Foxboro, Foxborough, Hoa Kỳ                                 | Hy Lạp               | 4–0       | 4–0     | World Cup 1994           |
| 24 | 3 tháng 7 năm 1994   | Rose Bowl, Pasadena, Hoa Kỳ                                              | România              | 1–1       | 2–3     | World Cup 1994           |
| 25 | 8 tháng 1 năm 1995   | Sân vận động Quốc tế Nhà vua Fahd, Riyadh, Ả Rập Xê Út                   | Nhật Bản             | 3–0       | 5–1     | Cúp Nhà vua Fahd 1995    |
| 26 | 8 tháng 1 năm 1995   | Sân vận động Quốc tế Nhà vua Fahd, Riyadh, Ả Rập Xê Út                   | Nhật Bản             | 5–1       | 5–1     | Cúp Nhà vua Fahd 1995    |
| 27 | 30 tháng 6 năm 1995  | Sân vận động Centenario, Quilmes, Argentina                              | Úc                   | 2–0       | 2–0     | Giao hữu                 |
| 28 | 8 tháng 7 năm 1995   | Sân vận động Parque Artigas, Paysandú, Uruguay                           | Bolivia              | 1–0       | 2–1     | Copa América 1995        |
| 29 | 11 tháng 7 năm 1995  | Sân vận động Parque Artigas, Paysandú, Uruguay                           | Chile                | 1–0       | 4–0     | Copa América 1995        |
| 30 | 11 tháng 7 năm 1995  | Sân vận động Parque Artigas, Paysandú, Uruguay                           | Chile                | 4–0       | 4–0     | Copa América 1995        |
| 31 | 17 tháng 7 năm 1995  | Sân vận động Atilio Paiva Olivera, Rivera, Uruguay                       | Brasil               | 1–0       | 2–2     | Copa América 1995        |
| 32 | 24 tháng 4 năm 1996  | Sân vận động tượng đài Antonio Vespucio Liberti, Buenos Aires, Argentina | Bolivia              | 3–1       | 3–1     | Vòng loại World Cup 1998 |
| 33 | 1 tháng 9 năm 1996   | Sân vận động tượng đài Antonio Vespucio Liberti, Buenos Aires, Argentina | Paraguay             | 1–0       | 1–1     | Vòng loại World Cup 1998 |
| 34 | 15 tháng 12 năm 1996 | Sân vận động tượng đài Antonio Vespucio Liberti, Buenos Aires, Argentina | Chile                | 1–1       | 1–1     | Vòng loại World Cup 1998 |
| 35 | 10 tháng 3 năm 1998  | Sân vận động José Amalfitani, Buenos Aires, Argentina                    | Bulgaria             | 1–0       | 2–0     | Giao hữu                 |
| 36 | 22 tháng 4 năm 1998  | Lansdowne Road, Dublin, Cộng hòa Ireland                                 | Cộng hòa Ireland     | 1–0       | 2–0     | Giao hữu                 |
| 37 | 14 tháng 5 năm 1998  | Sân vận động Mario Alberto Kempes, Córdoba, Argentina                    | Bosna và Hercegovina | 1–0       | 5–0     | Giao hữu                 |
| 38 | 14 tháng 5 năm 1998  | Sân vận động Mario Alberto Kempes, Córdoba, Argentina                    | Bosna và Hercegovina | 2–0       | 5–0     | Giao hữu                 |
| 39 | 14 tháng 5 năm 1998  | Sân vận động Mario Alberto Kempes, Córdoba, Argentina                    | Bosna và Hercegovina | 5–0       | 5–0     | Giao hữu                 |
| 40 | 19 tháng 5 năm 1998  | Sân vận động Malvinas Argentinas, Mendoza, Argentina                     | Chile                | 1–0       | 1–0     | Giao hữu                 |
| 41 | 25 tháng 5 năm 1998  | Sân vận động tượng đài Antonio Vespucio Liberti, Buenos Aires, Argentina | Nam Phi              | 1–0       | 2–0     | Giao hữu                 |
| 42 | 14 tháng 6 năm 1998  | Sân vận động Thành phố, Toulouse, Pháp                                   | Nhật Bản             | 1–0       | 1–0     | World Cup 1998           |
| 43 | 21 tháng 6 năm 1998  | Sân vận động Công viên các Hoàng tử, Paris, Pháp                         | Jamaica              | 3–0       | 5–0     | World Cup 1998           |
| 44 | 21 tháng 6 năm 1998  | Sân vận động Công viên các Hoàng tử, Paris, Pháp                         | Jamaica              | 4–0       | 5–0     | World Cup 1998           |
| 45 | 21 tháng 6 năm 1998  | Sân vận động Công viên các Hoàng tử, Paris, Pháp                         | Jamaica              | 5–0       | 5–0     | World Cup 1998           |
| 46 | 30 tháng 6 năm 1998  | Sân vận động Geoffroy-Guichard, Saint-Étienne, Pháp                      | Anh                  | 1–0       | 2–2     | World Cup 1998           |
| 47 | 31 tháng 3 năm 1999  | Amsterdam Arena, Amsterdam, Hà Lan                                       | Hà Lan               | 1–1       | 1–1     | Giao hữu                 |
| 48 | 13 tháng 10 năm 1999 | Sân vận động Mario Alberto Kempes, Córdoba, Argentina                    | Colombia             | 1–0       | 2–1     | Giao hữu                 |
| 49 | 29 tháng 3 năm 2000  | Sân vận động tượng đài Antonio Vespucio Liberti, Buenos Aires, Argentina | Chile                | 1–0       | 4–1     | Vòng loại World Cup 2002 |
| 50 | 29 tháng 6 năm 2000  | Sân vận động El Campín, Bogotá, Colombia                                 | Colombia             | 1–0       | 3–1     | Vòng loại World Cup 2002 |
| 51 | 29 tháng 6 năm 2000  | Sân vận động El Campín, Bogotá, Colombia                                 | Colombia             | 2–1       | 3–1     | Vòng loại World Cup 2002 |
| 52 | 8 tháng 10 năm 2000  | Sân vận động tượng đài Antonio Vespucio Liberti, Buenos Aires, Argentina | Uruguay              | 2–0       | 2–1     | Vòng loại World Cup 2002 |
| 53 | 7 tháng 10 năm 2001  | Sân vận động Defensores del Chaco, Asunción, Paraguay                    | Paraguay             | 2–2       | 2–2     | Vòng loại World Cup 2002 |
| 54 | 2 tháng 6 năm 2002   | Sân vận động bóng đá Kashima, Kashima, Nhật Bản                          | Nigeria              | 1–0       | 1–0     | World Cup 2002           |

## Danh hiệu
Newell's Old Boys
- Copa Libertadores á quân: 1988

River Plate
- Argentine Primera División: 1989–90

Boca Juniors
- Torneo Clausura: 1991

Fiorentina
- Coppa Italia: 1995–96
- Supercoppa Italiana: 1996
- Serie B: 1993–94

Roma
- Serie A: 2000–01
- Supercoppa Italiana: 2001

Argentina
- Copa América: 1991, 1993
- FIFA Confederations Cup: 1992
- CONMEBOL–UEFA Cup of Champions: 1993

### Cá nhân
- Copa América Vua Phá Lưới: 1991, 1995
- Serie A Vua Phá Lưới: 1994/95
- Cầu thủ nước ngoài xuất sắc nhất Serie A: 1999
- Coppa Italia Vua Phá Lưới: 1995/96
- Conferdrations Cup Vua Phá Lưới: 1992
- Quả Bóng Đồng FIFA: 1999
- FIFA XI: 1997, 1998
- Đội hình tiêu biểu của ESM: 1998/99
- Chiếc giày bạc World Cup 1998 (5 bàn)
- Ballon D’Or: 1998 (6th), 1999 (4th), 2000 (7th)
- Qatari League Vua Phá Lưới: 2004
- Cầu Thủ Xuất Sắc Nhất Argentina: 1998
- Ngôi đền huyền thoại bóng đá Italia: 2012
- Ngôi đền huyền thoại AS Roma: 2015
- Ngôi đền huyền thoại Fiorentina: 2013
- Chân sút xuất sắc nhất lịch sử Fiorentina (203 bàn)
- Cầu thủ duy nhất lập hattrick ở 2 kì World Cup liên tiếp (1994 - 1998)
- FIFA 100